# Sornay (Haute-Saône)
Sornay é uma comuna francesa na região administrativa de Borgonha-Franco-Condado, no departamento de Alto Sona. Estende-se por uma área de 6,29 km². Em 2010 a comuna tinha 350 habitantes (densidade: 55,6 hab./km²).